# René Gendarme
René Gendarme (né le 27 décembre 1920 à Charleville, mort le 24 mars 2006 à Vandœuvre-lès-Nancy) est un économiste français. Professeur agrégé et expert auprès de la CEE et de la CNUCED, il a été très actif par ses interventions sur le terrain et par ses convictions. Il fut l'animateur et le président pendant vingt ans de l'Association Tiers Monde (ATM), et il a codirigé pendant vingt-deux ans la revue Mondes en développement.

## Biographie

### Jeunesse et études
Issu d'une longue lignée d'industriels ardennais, et fils de l'industriel Louis Gendarme et de Marguerite Gibert, il s'engage dans la 1re armée française pendant la Seconde Guerre mondiale. De retour à Nancy, il réussit en 1956 son agrégation des facultés de droit en sciences économiques.

### Parcours professionnel
Chargé de travaux pratiques à la faculté de droit de Paris en 1949, puis de cours à la faculté de droit de Lille en 1950, il devient professeur à la faculté de droit d'Alger en 1956, à la faculté de droit de Tananarive en 1959 et à la faculté de droit de Nancy en 1960, dont il devient professeur émérite. Il travaille alors pour le compte de la CEE et de la CNUCED. 
De 1961 à 1989, il dirige l'Institut d'administration des entreprises de Nancy. En 1968, il fonde le Centre de Recherche et de Documentation économique (CREDES) et y contribue jusqu'en 1989.
En 1985, succédant à François Perroux, il devient animateur de l'Association Tiers Monde (ATM) jusqu'en 2001,.
Ses thèmes de prédilection sont l'entreprise, la région et le développement régional, l'Homme et son développement.

## Principales publications
- « Évolution théorique du concept d'infrastructures et variabilité des politiques en fonction des niveaux de croissance », dans Mondes en développement, tome 28, n°109 , pp.9-15, 2000.
- Le réalisme du développement endogène contre l'utopie du Développement exogène, in Développement endogène, fiscalité et Intégration, Libreville / presses universitaires du Gabon, 1994.
- Des sorcières dans L’économie : les multinationales, 1981.
- L'analyse économique régionale . réalisme ou illusionnisme des méthodes, Paris Cujas, 1976.
- « L'industrialisation des pays en développement a-t-elle toujours été bien comprise ? », dans Mondes en développement, tome 1, n°2, pp.61-82, 1973.
- La pauvreté des Nations, Paris, Cujas, 1963, réédité en 1973.
- L’Économie de Madagascar, Paris, Cujas, 1960 à 1963.
- L’Économie de l'Algérie, Paris, A. Colin, 1959.
- La région du Nord. Essai d'analyse économique, Paris, A. Colin, 1954.
- L'expérience française de la nationalisation industrielle, Paris, Librairie de Médicis, Prix Lucien Brocard, 1950.